# Afrykanka żółtobrzucha
Afrykanka żółtobrzucha, afrykanka ognistobrzucha, afrykanka senegalska, senegalka (Poicephalus senegalus) – gatunek średniego ptaka z rodziny papugowatych (Psittacidae). Występuje w południowej części zachodniej Afryki. Nie jest zagrożona. Jest często spotykana w hodowli i w domach.

## Zasięg występowania i podgatunki
Występuje w południowej części zachodniej Afryki. Zasięg występowania jest szacowany na ok. 3,59 miliona km².
Zwykle wyróżnia się dwa podgatunki:
- P. s. senegalus – południowa Mauretania, Senegal, Gambia i Gwinea Bissau po południowy Niger i północną Nigerię, północny Kamerun, południowo-zachodni Czad oraz północna Republika Środkowoafrykańska. Obejmuje proponowany, lecz wątpliwy takson mesotypus.
- P. s. versteri – północno-zachodnie Wybrzeże Kości Słoniowej po południowo-zachodnią Nigerię.

## Morfologia

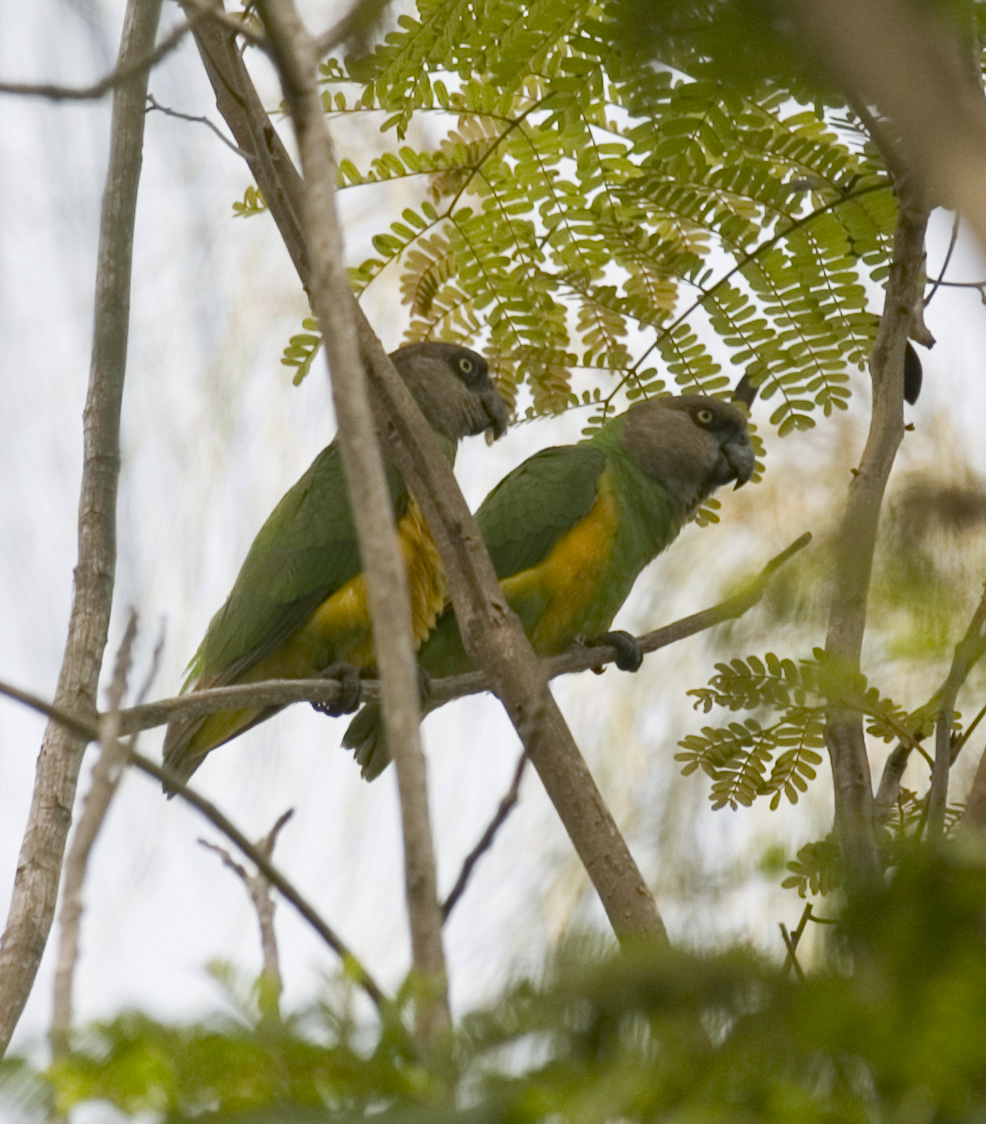
Afrykanki żółtobrzuche w naturalnym środowisku

### Wygląd
Brak dymorfizmu płciowego. Ma szarą głowę, wokół oczu czarną. Dziób przechodzi z szarego w czarny. Ma jasne oczy. Wierzch ciała łącznie ze skrzydłami i ogonem zielony, pierś jest trochę jaśniejsza. Końce skrzydeł i ogona są czarne. Brzuch ma żółtą barwę, można zauważyć, że przy piersi jest czerwony. Nogawki są zielone, a nogi szare. Młode mają całe ciemne oczy.

### Wymiary
- długość ciała: ok. 23 cm[2]
- masa ciała: 120–161 g[2]

## Ekologia i zachowanie

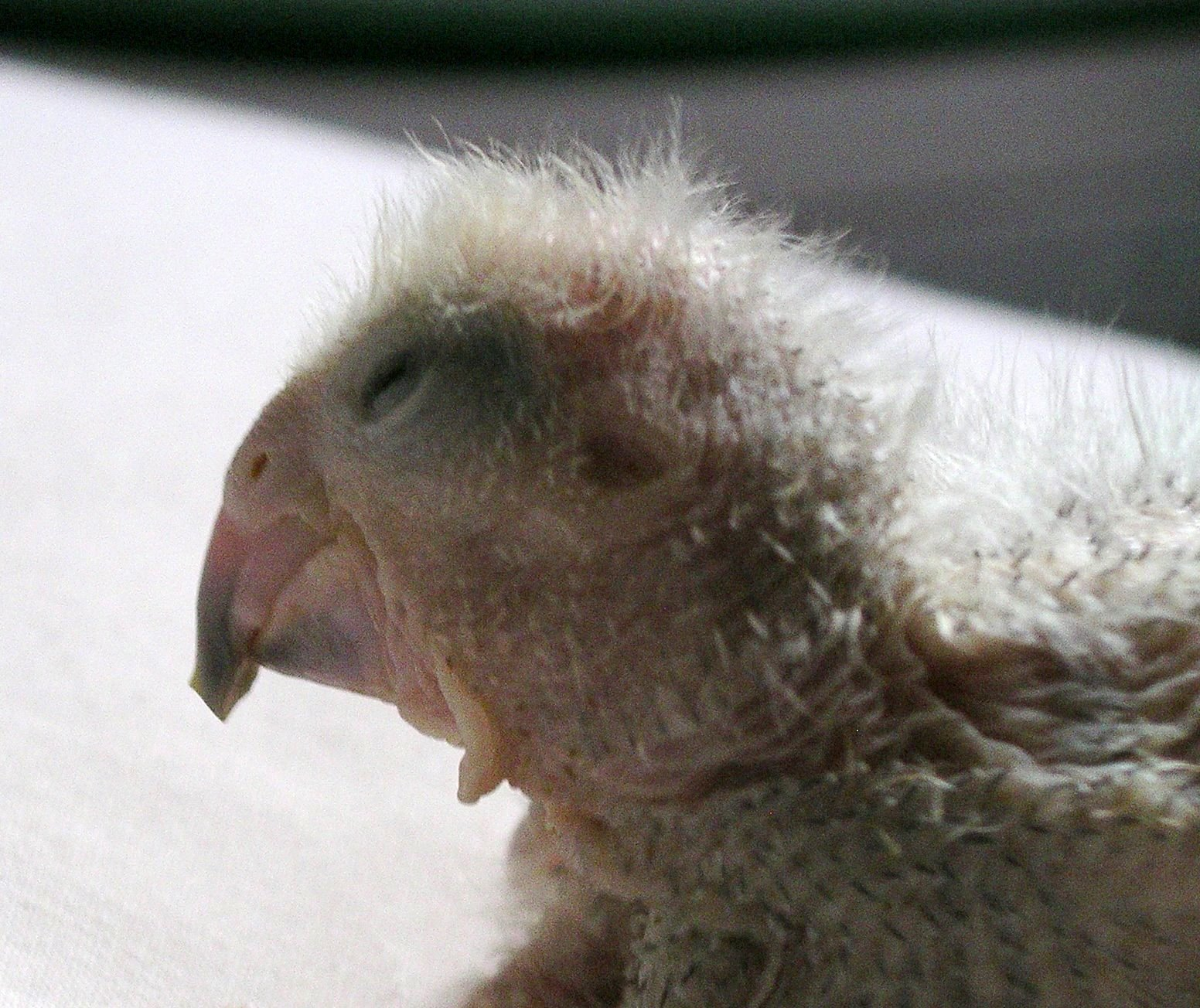
Pisklę z widocznym zębem jajowym

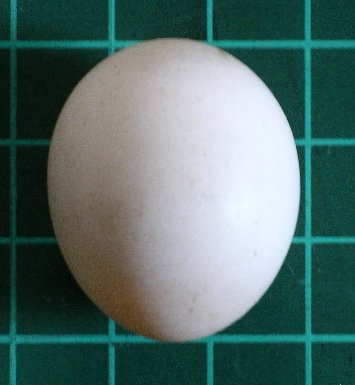
Jajo afrykanki żółtobrzuchej

Biotopy, jakie zasiedla to głównie lasy sawannowe, spotykana też na otwartych polach uprawnych z porozrzucanymi drzewami.
W naturalnym środowisku afrykanki żółtobrzuche żyją parami, ale zdarzają się stada 10–20 osobników. Gdy w pobliżu jest człowiek, są dzikie i płochliwe. Często lecą na dużych wysokościach. Gdy się zaniepokoją, wydają krótkie serie skrzeczących i gwiżdżących dźwięków, zwykle głośnych.
Zjadają owoce, pąki, nasiona, w tym także roślin uprawnych (np. proso i orzeszki ziemne).

### Lęgi
Wyprowadzają lęgi od września do listopada (w czasie polskim). Budują gniazda w dziuplach, które wydrążają w drzewach. Samice mogą mieć pisklęta w wieku dwóch lat, a samce w wieku trzech lat. Chcą się rozmnażać tylko kilka lat, maks. do siedmiu. Samica składa 2–4 jaj, w dwudniowych odstępach, sama je ogrzewa. Inkubacja trwa 25–28 dni, zależy to od temperatury otoczenia. Pisklęta po wykluciu ważą około sześciu gramów. Pisklęta są w gnieździe przez 8 tygodni, po dwóch następnych usamodzielniają się. Mają ubarwienie rodziców po roku.

## Status
Międzynarodowa Unia Ochrony Przyrody (IUCN) uznaje afrykankę żółtobrzuchą za gatunek najmniejszej troski (LC – Least Concern) nieprzerwanie od 1988 roku. Liczebność populacji nie została oszacowana, ale ptak ten opisywany jest jako bardzo liczny. Globalny trend liczebności populacji uznawany jest za spadkowy. Gatunek ten znajduje się w załączniku II CITES.